# Grzegorz III (prawosławny patriarcha Antiochii)
Grzegorz III – prawosławny patriarcha Antiochii w latach 1483–1497.